# Mistrzostwa Świata w Lekkoatletyce 2005 – trójskok kobiet
Trójskok kobiet – jedna z konkurencji rozgrywanych podczas lekkoatletycznych mistrzostw świata w 2005. Eliminacje odbyły się 9 sierpnia, a finał został rozegrany 10 sierpnia.
Do eliminacji zgłoszonych zostało 27 zawodniczek z 21 państw. Dwunastka lekkoatletek z najlepszymi wynikami w fazie eliminacji (lub tych, które osiągnęły rezultat co najmniej 14,35 m) awansowała do finałowej rywalizacji.
Zawody w tej konkurencji wygrała reprezentantka Jamajki Trecia Smith. Drugą pozycję zajęła zawodniczka z Kuby Yargelis Savigne, trzecią zaś reprezentująca Rosję Anna Piatych.

## Wyniki

### Eliminacje
Grupa A
| Miejsce | Zawodniczka            | Państwo    | Podejście | Podejście | Podejście | Wynik końcowy | Uwagi |
| Miejsce | Zawodniczka            | Państwo    | #1        | #2        | #3        | Wynik końcowy | Uwagi |
| ------- | ---------------------- | ---------- | --------- | --------- | --------- | ------------- | ----- |
| 1.      | Yargelis Savigne       | Kuba       | 14,28     | X         | 14,47     | 14,47         |       |
| 2.      | Magdelín Martínez      | Włochy     | X         | 14,46     |           | 14,46         |       |
| 3.      | Anna Piatych           | Rosja      | 13,97     | 13,96     | 14,40     | 14,40         |       |
| 4.      | Wiktorija Gurowa       | Rosja      | 13,63     | 14,38     |           | 14,38         | SB    |
| 5.      | Yamilé Aldama          | Sudan      | 13,89     | 12,75     | 14,36     | 14,36         |       |
| 6.      | Baya Rahouli           | Algieria   | X         | 14,17     | 14,02     | 14,17         |       |
| 7.      | Natalla Safronawa      | Białoruś   | 13,72     | 14,03     | 14,09     | 14,09         |       |
| 8.      | Anastasiya Zhuravlyeva | Uzbekistan | 13,61     | 13,97     | 13,89     | 13,97         |       |
| 9.      | Dana Velďáková         | Słowacja   | 13,74     | 13,82     | 13,84     | 13,84         |       |
| 10.     | Natalia Kilpeläinen    | Finlandia  | 13,66     | X         | 13,59     | 13,66         |       |
| 11.     | Tetjana Diaczenko      | Ukraina    | X         | 12,95     | 13,32     | 13,32         |       |
| –       | Jelena Parfionowa      | Kazachstan | X         | X         | X         | NM            |       |
| –       | Atanasia Pera          | Grecja     | X         | X         | X         | NM            |       |
| –       | Françoise Mbango Etone | Kamerun    | DNS       | DNS       | DNS       | DNS           |       |

Grupa B
| Miejsce | Zawodniczka        | Państwo           | Podejście | Podejście | Podejście | Wynik końcowy | Uwagi |
| Miejsce | Zawodniczka        | Państwo           | #1        | #2        | #3        | Wynik końcowy | Uwagi |
| ------- | ------------------ | ----------------- | --------- | --------- | --------- | ------------- | ----- |
| 1.      | Chrisopiji Dewedzi | Grecja            | 14,10     | X         | 14,72     | 14,72         | SB    |
| 2.      | Trecia Smith       | Jamajka           | 14,69     |           |           | 14,69         |       |
| 3.      | Huang Qiuyan       | Chiny             | 14,22     | 14,12     | 13,73     | 14,22         |       |
| 4.      | Carlota Castrejana | Hiszpania         | 14,20     | 13,58     | X         | 14,20         |       |
| 5.      | Tatjana Lebiediewa | Rosja             | 14,15     |           |           | 14,15         |       |
| 6.      | Kéné Ndoye         | Senegal           | X         | X         | 14,11     | 14,11         |       |
| 7.      | Simona La Mantia   | Włochy            | 13,66     | 13,76     | 14,00     | 14,00         |       |
| 8.      | Snežana Vukmirović | Słowenia          | 13,78     | X         | 13,88     | 13,88         |       |
| 9.      | Mabel Gay          | Kuba              | 13,83     | X         | X         | 13,83         |       |
| 10.     | Marija Dimitrowa   | Bułgaria          | 13,32     | X         | 13,79     | 13,79         |       |
| 11.     | Nadieżda Alochina  | Rosja             | 13,66     | 13,71     | 13,78     | 13,78         |       |
| 12.     | Šárka Kašpárková   | Czechy            | 13,69     | X         | X         | 13,69         |       |
| 13.     | Erica McLain       | Stany Zjednoczone | X         | 13,18     | 13,29     | 13,29         |       |

### Finał
| Miejsce | Zawodniczka        | Państwo   | Podejście | Podejście | Podejście | Podejście | Podejście | Podejście | Wynik końcowy | Uwagi |
| Miejsce | Zawodniczka        | Państwo   | #1        | #2        | #3        | #4        | #5        | #6        | Wynik końcowy | Uwagi |
| ------- | ------------------ | --------- | --------- | --------- | --------- | --------- | --------- | --------- | ------------- | ----- |
| 01 !    | Trecia Smith       | Jamajka   | X         | 14,67     | 14,51     | 14,91     | 15,11     | 15,01     | 15,11         | WL    |
| 02 !    | Yargelis Savigne   | Kuba      | 13,09     | 14,73     | 14,36     | 14,71     | 14,82     | 14,73     | 14,82         | PB    |
| 03 !    | Anna Piatych       | Rosja     | 14,38     | 14,75     | 14,31     | 14,66     | 14,77     | 14,78     | 14,78         |       |
| 4.      | Yamilé Aldama      | Sudan     | 14,72     | 14,56     | 14,56     | 14,47     | 14,69     | 14,64     | 14,72         | SB    |
| 5.      | Chrisopiji Dewedzi | Grecja    | X         | 14,64     | 14,44     | X         | X         | 14,26     | 14,64         |       |
| 6.      | Kéné Ndoye         | Senegal   | 13,73     | 14,41     | X         | X         | 14,47     | X         | 14,47         | SB    |
| 7.      | Baya Rahouli       | Algieria  | 14,40     | 14,27     | 14,40     | 14,23     | X         | 13,11     | 14,40         |       |
| 8.      | Magdelín Martínez  | Włochy    | X         | 14,13     | 14,31     | X         | 14,04     | X         | 14,31         |       |
| 9.      | Huang Qiuyan       | Chiny     | 14,21     | 13,91     | 13,87     | NQ        | NQ        | NQ        | 14,21         |       |
| 10.     | Wiktorija Gurowa   | Rosja     | X         | 13,96     | X         | NQ        | NQ        | NQ        | 13,96         |       |
| 11.     | Carlota Castrejana | Hiszpania | 13,70     | X         | 13,86     | NQ        | NQ        | NQ        | 13,86         |       |
| –       | Tatjana Lebiediewa | Rosja     | DNS       | DNS       | DNS       | DNS       | DNS       | DNS       | DNS           |       |